# Azaserin
Azaserin ist eine chemische Verbindung aus der Gruppe der Diazo-Serinderivate, die eine glutaminähnliche Struktur besitzt.

## Gewinnung und Darstellung
Azaserin kann durch Streptomyces fragilis hergestellt werden.

## Eigenschaften
Azaserin ist ein hellgelber Feststoff, der löslich in Wasser ist. Es ist ein Hemmstoff der Purinsynthese (Antimetabolit). Nur das L-Isomer ist ein Glutamin-Antagonist.

## Verwendung
Azaserin wird als Antibiotikum und Antimykotikum verwendet. Weiterhin ist es die erste Verbindung aus Mikroorganismen, die bei einer systematischen Suche nach Hemmstoffen gegen Tumoren gefunden wurde. Es wird unter anderem bei akuter Leukämie eingesetzt.

## Regulierung
Über den Safe Drinking Water and Toxic Enforcement Act of 1986 besteht in Kalifornien seit 1. Juli 1987 eine Kennzeichnungspflicht für Produkte, die Azaserin enthalten.